# Władimir Gołowanow (sztangista)
Władimir Siemionowicz Gołowanow (ros. Владимир Семёнович Голованов; ur. 29 listopada 1938 we wsi Batamaj w Jakuckiej ASRR, zm. 2 sierpnia 2003 w Chabarowsku) – radziecki sztangista. Zasłużony Mistrz Sportu ZSRR (1964). Wygrał złoty medal podczas podnoszenia ciężarów na Letnich Igrzyskach Olimpijskich 1964 w Tokio. Odznaczony Orderem „Znak Honoru”.